# Нојхоф (Округ Хилдесхајм)
Нојхоф (њем. Neuhof) општина је у њемачкој савезној држави Доња Саксонија. Једно је од 40 општинских средишта округа Хилдесхајм. Према процјени из 2010. у општини је живјело 428 становника. Посједује регионалну шифру (AGS) 3254025.

## Географски и демографски подаци
Нојхоф се налази у савезној држави Доња Саксонија у округу Хилдесхајм. Општина се налази на надморској висини од 216 метара. Површина општине износи 10,3 km². У самом мјесту је, према процјени из 2010. године, живјело 428 становника. Просјечна густина становништва износи 42 становника/km².